# 루시퍼 (드라마)
《루시퍼》(영어: Lucifer)는 2016년 1월부터 2021년 9월까지 방영된 미국의 드라마이다.
| 시즌 | 시즌 | 회수 | 방송 날짜       | 방송 날짜       |
| 시즌 | 시즌 | 회수 | 시즌 시작       | 시즌 종료       |
| ---- | ---- | ---- | --------------- | --------------- |
|      | 1    | 13   | 2016년 1월 25일 | 2016년 4월 25일 |
|      | 2    | 18   | 2016년 9월 19일 | 2017년 5월 29일 |
|      | 3    | 24   | 2017년 10월 2일 | 2018년 5월 14일 |

## 등장인물
루시퍼 모닝스타-주인공, 지옥의 통치자. 인간계, 특히 클로이에게 정이 든 탓에 지옥으로 돌아가는 것도 천국으로 돌아가는 것도 거부한다. 클로이와 그 세계를 지키기 위해 자신의 형제인 유리엘을 죽이기까지 한다. 지옥의 왕답게 여자, 술을 끼고 살지만 유독 클로이에게만은 진심을 내보이며 그녀와의 데이트에서는 너무나 긴장한 끝에 패닉에 빠지기까지 한다. 명예를 무엇보다 소중히 여긴다고 한다.
클로이 데커-금발의 아름다운 경찰. 이혼하고 싱글맘으로 딸을 키우고 있다. 제멋대로인 루시퍼에게 진절머리를 내기도 하지만 변해가는 루시퍼의 모습을 지켜보며 그를 자신의 파트너로 인정해준다. 한 아이의 어머니여서인지 강단있는 모습을 보이기도 하며, 루시퍼가 자신을 지옥의 왕이라 칭하며 상식없는 행동을 할 때에도 "당신이 어떤 사람인지가 아니라 지금 당신이 무엇을 해야 하는 상황인지가 중요하다" 고 말하며 루시퍼를 입다물게 한다. 서툴면서도 클로이를 향한 마음을 내보이는 루시퍼를 신뢰하며 특별한 감정을 가지게 되었다.
아메나디엘-천사, 루시퍼의 형제. 사려깊고 성실하나 대의와 합리적인 사고를 중시하는 탓에 본의 아니게 다른 사람을 상처입힐 때가 있다. 메이즈와는 친구 이상의 사이.
메이즈-지옥의 악마. 그러나 린다나 클로이를 진심으로 친구로 여기고 소중히 여기는 모습을 보여주기도 하고, 아데나이델의 거짓말에 상처받는 순수한 모습을 보이기도 한다.
샬럿-루시퍼와 아메나디엘의 어머니. 루시퍼를 다시 데려가기 위해 분투한다.
댄-클로이의 전남편. 클로이와 같은 직장에서 일하고 있다. 푸딩을 굉장히 좋아한다. 루시퍼가 먹었다는것을 알고 죽음의 천사의 검으로 죽일려고도....
테라피스트(린다)-메이즈의 친구. 루시퍼의 본모습 (악마)를 본 후 공포에 질려 메이즈를 거부하지만, 메이즈의 진심어린 호소에 마음을 열고 다시 친구 사이로 돌아갔다. 루시퍼에 대한 공포를 극복한 후에는 루시퍼의 상담역이 된다. 시즌 2 마지막에는 루시퍼 뿐 아니라 아메나디엘까지 상담해 주고 있다.

## 에피소드
시즌 2 에피소드 9에서는 아버지(프레젠스)의 명으로 아이가 없는 부부에게 아메나디엘이 축복을 내린 끝에 태어난 아이가 클로이란 것이 밝혀진다. 즉, 둘이 서로에게 특별한 존재가 되는 것도 아버지의 안배에 의한 것이었다는 것.